# 近衛忠嗣
近衞 忠嗣（このえ ただつぐ）は、日本の南北朝時代（北朝）から室町時代にかけての公卿。初名は良嗣（忠嗣への改名は関白任官直前の応永15年（1408年）3月）。

## 生涯
南北朝時代末の公家、父は近衛兼嗣、母は家女房。康応1年（元中6年、1389年）元服ののち、良嗣と称し、応永15年（1408年）忠嗣と改める。明徳1年（元中7年、1390年）従三位となり、左大臣を経て、応永15年関白・氏長者。同29年閏10月10日出家するが（逝去は誤記）、その原因は月の初めに最愛の妻室が他界したことにあった。
忠嗣は悲しみのあまり取り乱し、切腹に及ぶ。周囲は驚いて刀を奪い取り、切腹を制止するが、その後すぐ忠嗣は髻を切った。伏見宮貞成親王、三宝院満済はそれぞれの日記『看聞日記』『満済准后日記』にこの事件を記し、すこぶる狂気か、摂関家では前代未聞の例であると結んでいる。

## 官職歴
- 康応元年12月30日（1390年1月16日） - 明徳元年12月30日（1391年2月4日）　右近衛少将
- 明徳元年12月30日（1391年2月4日） - 応永元年12月25日（1395年1月16日）　右近衛中将
- 明徳2年3月26日（1391年4月30日） - 明徳3年8月22日（1392年9月9日）　播磨権守
- 明徳3年8月22日（1392年9月9日） - 応永元年12月25日（1395年1月16日）　権中納言
- 応永元年12月25日（1395年1月16日） - 応永6年2月22日（1399年3月9日）　権大納言
- 応永4年3月29日（1397年4月26日） - 応永6年2月22日（1399年3月9日）　右近衛大将
- 応永6年2月22日（1399年3月9日） - 応永9年8月22日（1402年9月19日）　内大臣
- 応永6年2月22日（1399年3月9日） - 応永6年4月（1399年-月-日）　左近衛大将
- 応永9年8月22日（1402年9月19日） - 応永16年正月19日（1409年2月4日）　左大臣
- 応永15年4月20日（1408年5月15日） - 応永16年2月21日（1409年3月7日）　関白（後小松天皇）

## 位階歴
- 康応元年12月20日（1390年1月6日）　正五位下
- 康応2年2月1日（1390年2月16日）　従四位下
- 明徳元年4月1日（1390年5月15日）　正四位下
- 明徳元年12月30日（1391年2月4日）　従三位
- 明徳3年正月6日（1392年1月30日）　正三位
- 応永3年正月5日（1396年2月14日）　従二位
- 応永6年正月5日（1399年2月11日）　正二位
- 応永10年正月6日（1403年1月28日）　従一位

## 系譜
- 父：近衛兼嗣（1360-1388）
- 母：家女房
- 妻：家女房
  - 男子：近衛房嗣（1402-1488）